# II. třída okresu Nymburk
II. třída okresu Nymburk (Okresní přebor II. třídy) patří společně s ostatními druhými třídami mezi osmé nejvyšší fotbalové soutěže v Česku. Je řízena Okresním fotbalovým svazem Nymburk. Hraje se každý rok od léta do jara se zimní přestávkou. Účastní se ji 14 týmů z okresu Nymburk, každý s každým hraje jednou na domácím hřišti a jednou na hřišti soupeře. Celkem se tedy hraje 26 kol. Vítězem se stává tým s nejvyšším počtem bodů v tabulce a postupuje do I.B třídy Středočeského kraje - skupiny A. Poslední dva týmy sestupují do III. třídy okresu Nymburk. Do II. třídy vždy postupuje vítězný tým z každé ze dvou skupin III. třídy (skupiny A a B).

## Vítězové
| Ročník    | Vítězný tým                  |
| --------- | ---------------------------- |
| 2003/2004 | FK Loučeň 1893               |
| 2004/2005 | AFK Milovice                 |
| 2005/2006 | TJ Libice nad Cidlinou       |
| 2006/2007 | TJ Jíkev                     |
| 2007/2008 | SK Polaban Nymburk „B“       |
| 2008/2009 | AFK Milovice                 |
| 2009/2010 | SK Poříčany                  |
| 2010/2011 | SK Městec Králové            |
| 2011/2012 | TJ Libice nad Cidlinou       |
| 2012/2013 | FK Čechie Vykáň              |
| 2013/2014 | SK Slovan Poděbrady          |
| 2014/2015 | TJ Pátek                     |
| 2015/2016 | FK Loučeň 1893               |
| 2016/2017 | Sportovní sdružení Ostrá „B“ |
| 2017/2018 | SK Městec Králové            |
| 2018/2019 |                              |